# Château Lafon-Rochet
Pour les articles homonymes, voir Rochet.
Le château Lafon-Rochet est un domaine viticole situé en AOC saint-estèphe. Il est classé quatrième cru en 1855.

## Histoire du domaine
Comme de nombreux domaines en Médoc, l'histoire viticole de Château Lafon-Rochet remonte au XVIIe siècle. La propriété était à l'origine connue sous le nom de Domaine Rochet et appartenait à Antoinette de Guillemotes. En épousant Étienne de Lafon, elle fut rebaptisée sous le nom de Château Lafon-Rochet.
En 1959, Guy Tesseron, grand nom du cognac, reprit le domaine à une époque difficile dans le bordelais. Le domaine ne compte alors plus que 15 hectares. Il fut décidé de démolir complètement le château et de le reconstruire entièrement sur les plans d'une chartreuse du XVIIIe siècle. En 1975, Guy Tesseron reprend également le Château Pontet-Canet, et quelques années plus tard le Château Malescasse.
En 1999, Michel Tesseron et sa sœur Caroline Poniatowski se consacrèrent à Château Lafon-Rochet alors qu'Alfred et son frère Gérard Tesseron reprirent la gestion de Château Pontet-Canet. À partir du millésime 2000, le jaune canari du château est repris sur les étiquettes des bouteilles.
La propriété est vendue en 2021 à Jacky Lorenzetti et sa famille déjà propriétaires des châteaux Pédesclaux, grand cru classé de Pauillac, et Lilian Ladouys, cru bourgeois exceptionnel de Saint-Estèphe,. La direction des trois châteaux est assurée par Emmanuel Cruse, qui partage également avec Jacky Lorenzetti la propriété du château d'Issan, troisième grand cru classé de Margaux.

## Vignoble et terroir
Le vignoble de Château Lafon-Rochet est d’un seul tenant, il se situe au sud de l'AOC saint-estèphe, bordée par une jalle qui en marque la délimitation, en face de château Lafite Rothschild. Les sols se divisent en trois grands ensembles homogènes : terres graves argileuses, des graves sèches qui produisent le Grand Cru Classé et des colluviosols produisant les Pèlerins de Lafon-Rochet.
Quand le domaine fut reconstitué, une proportion très importante de cabernet sauvignon (80 %) fut plantée et « finalement, il fut réalisé que ce fut une erreur mais pas avant 20 millésimes de vin plutôt dur ». À présent le merlot compte pour 40 % de l'encépagement, comme pour le vignoble voisin du château Cos d'Estournel, conférant au vin un caractère à la fois plus gras et plus sophistiqué.
L'encépagement actuel du domaine est constitué de 55 % de cabernet sauvignon, 40 % de merlot, 3 % de cabernet franc et 2 % de petit verdot.
Les 41 ha de vignes ont un âge moyen de 37 ans, avec une densité de 9 000 pieds par hectare, produisant de 40 à 50 hl/ha.

## Vins

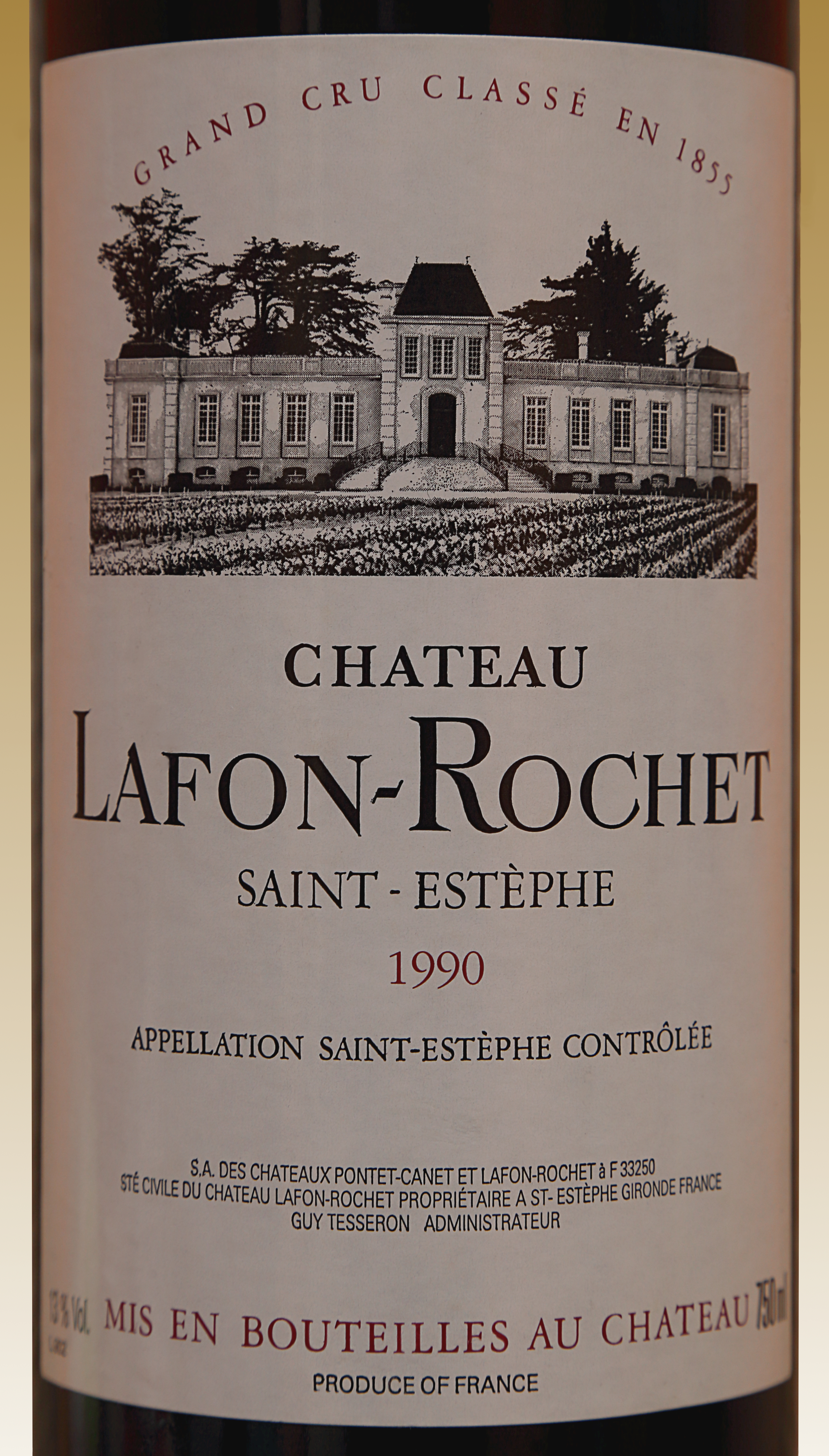
Étiquette de château Lafon-Rochet 1990.

Les vendanges sont intégralement manuelles. Les raisins connaissent une fermentation de 18 à 21 jours. Le vin bénéficie de la fermentation malolactique en fûts de chêne. Le vin est élevé pendant quinze à vingt mois dans des barriques en chêne, neuves à 35 à 45 % selon l'année.
Le critique américain Robert Parker cite quatre décisions qui ont permis une amélioration des vins de Lafon-Rochet au cours des années 1990 :
- repousser la date des vendanges ;
- augmenter la proportion de barriques neuves pour l'élevage ;
- augmenter la proportion de merlot dans l'encépagement du vignoble, comme dans les assemblages ;
- produire un second vin des tonneaux les plus faibles.

Environ 40 % de la production est destinée au second vin, « Les Pèlerins de Lafon-Rochet ».
| Millésime | Assemblage (% Cabernet-sauvignon / Merlot / cabernet franc / petit-verdot) | Note Parker | Note Gault & Millau | Note La RVF |
| --------- | -------------------------------------------------------------------------- | ----------- | ------------------- | ----------- |
| 1982      | [●] / [●] / [●] / [●]                                                      | [●]         | [●]                 | [●]         |
| 1985      | [●] / [●] / [●] / [●]                                                      | [●]         | [●]                 | [●]         |
| 1990      | [●] / [●] / [●] / [●]                                                      | [●]         | [●]                 | [●]         |
| 1994      | 43 / 54 / 3 / -                                                            | [●]         | [●]                 | [●]         |
| 1995      | 39 / 61 / - / -                                                            | [●]         | [●]                 | [●]         |
| 1996      | 40 / 56 / 4 / -                                                            | [●]         | [●]                 | [●]         |
| 1997      | 52.5 / 44.5 / 1.5 / -                                                      | [●]         | 17,5                | [●]         |
| 1998      | 52.5 / 44.5 / 1.5 / -                                                      | [●]         | [●]                 | [●]         |
| 1999      | 36 / 60 / 4 / -                                                            | [●]         | [●]                 | [●]         |
| 2000      | 57 / 40 / 3 / -                                                            | 90          | 18                  | [●]         |
| 2001      | 46 / 50 / 4 / -                                                            | 87          | 16                  | [●]         |
| 2002      | [●] / [●] / [●] / [●]                                                      | 86          | [●]                 | [●]         |
| 2003      | [●] / [●] / [●] / [●]                                                      | 90+         | 16                  | [●]         |
| 2004      | 46 / 51 / 3 / -                                                            | 90          | [●]                 | 16          |
| 2005      | 44 / 49 / 4 / 3                                                            | 90          | 17                  | 17          |
| 2006      | 40 / 53 / 5 / 2                                                            | 88          | 17                  | 16          |
| 2007      | 61 / 31 / 4 / 4                                                            | [85-87]     | 15                  | 16          |
| 2008      | 59 / 31 / 4 / 6                                                            | [87-89]     | 17                  | 16,5        |
| 2009      | 67 / 27 / 1 / 5                                                            | [●]         | 18                  | 17,5        |
| 2010      | 66 / 31 / 3 / -                                                            | [●]         | 18                  | 16,5        |
| 2011      | 59 / 33 / 3 / 5                                                            | [●]         | 16,5                | 15          |
| 2012      | 67,5 / 31 / - / 1,5                                                        | [●]         | 15                  | 16          |
| 2013      | 70 / 30 / - / -                                                            | [●]         | 16,5                | 15          |
| 2014      | [●] / [●] / [●]                                                            | [●]         | [●]                 | 16,5        |
| 2015      | [●] / [●] / [●]                                                            | [●]         | [●]                 | [●]         |

## Controverses
À la suite d'une déclaration à La Revue du vin de France de Basile Tesseron, propriétaire du château depuis 2007, selon laquelle il arrêtait la conduite en bio, un collectif d’associations anti-pesticides fait réaliser en 2018 des analyses démontrant la présence de pesticides dans les millésimes 2013, 2014 et 2015. La Fédération régionale de l’agriculture biologique de la Nouvelle-Aquitaine fait savoir, de son côté, que ce grand cru du Médoc n'a jamais été certifié bio.